# Jean-Baptiste Huynh
 (mars 2025).
Pour les articles homonymes, voir Huynh.
Jean-Baptiste Huynh, né en 1966 à Châteauroux est un artiste photographe français.

## Biographie
Jean-Baptiste Huynh est né en France, en 1966, de mère française et de père vietnamien.
Autodidacte, il apprend les techniques photographiques, d’éclairage et de tirage seul. Son écriture photographique épurée et intemporelle lui permet de décliner son œuvre à travers des sujets variés : le portrait, le nu, l’univers minéral, végétal, animal ou encore les symboles spirituels emblématiques de grands ensembles. Les thèmes récurrents de son œuvre sont : le regard, la lumière, et l’intemporalité.
Il vit et travaille à Paris, en France. Le travail de Jean-Baptiste Huynh est représenté par la Galerie Lelong (France), la Galerie Patrick Guktnecht (Suisse) ainsi que la Galerie Camera Work (Allemagne).
Il participe à de nombreuses expositions, à travers la France, mais aussi au Vietnam, en Suisse, en Espagne, au Japon, en Argentine... En 2012, il expose au prestigieux Musée du Louvre à Paris ,.

## Travail artistique
- Si vous ne connaissez pas le sujet, laissez ce bandeau (vous pouvez alors contacter les auteurs).
- Si vous supprimez le contenu mis en cause (vous pouvez préalablement contacter les auteurs),

argumentez précisément cette suppression dans la page de discussion
(un manque de référence n'est pas un argument ; une recherche réelle de référence doit avoir été effectuée, être formellement documentée).
Son travail photographique se caractérise principalement par la prise de portraits éclairés par une seule source de lumière sur fond noir. Sa pratique ne s'arrête pas cependant aux portraits : son écriture photographique épurée et intemporelle lui permet de décliner son œuvre à travers des sujets variés : le portrait, le nu, l’univers minéral, végétal, animal ou encore les symboles spirituels emblématiques de grands ensembles. Son oeuvre photographique prend corps dans ses expositions, ses scénographies et ses ouvrages, considérés comme partie intégrante de ses projets, expression achevée de sa vision. Jean-Baptiste Huynh est l’auteur de quinze ouvrages personnels.
Lauréat de la Villa Médicis hors les murs, Jean-Baptiste Huynh expose dans différentes galeries et musées à travers le monde. En 2002, la Maison Européenne de la Photographie à Paris, présente l’exposition Yeux accompagnée d’un ouvrage rassemblant les portraits des plus grands photographes et peintres internationaux réalisés par l’artiste. L’École Nationale Supérieure des Beaux-Arts de Paris lui consacre une rétrospective en 2006, Le Regard à l’œuvre, exposant son travail de portraits à travers les grands ensembles culturels. De 2006 à 2012, il réalise une étude sur la lumière à travers six séries : MIROIRS (2006), CREPUSCULES (2007), FEU (2008), MONOCHROME (2009), LOUVRE (2011) et AVEUGLES (2012), rassemblées dans l’ouvrage Lumière qui accompagne son exposition personnelle Rémanence au Musée du Louvre, également inspirée des collections du musée. En 2016, le Musée National des Arts Asiatiques – Guimet propose une exposition carte blanche à Jean-Baptiste Huynh, qui se concrétise en 2019. Rétrospective de son travail réalisé en Asie, l’exposition est enrichie de nouvelles photographies réalisées dans les collections du MNAAG entre 2016 et 2018 et d’images issues de la série REFLECTION se concentrant sur la diversité du visage de la femme en Asie.
La même année, Jean-Baptiste Huynh expose son projet WOMAN, mettant en lumière la beauté du visage de la femme dans son universalité et son intemporalité à la Galerie Lelong. Il accompagne cette recherche par une série d’interviews sur la thématique de la « beauté » auprès de personnalités de divers horizons. En 2019, l’artiste expose également ses œuvres à la galerie Patrick Gutknecht de Genève en Suisse, ainsi qu’au Multimedia Art Museum de Moscou en Russie.
En 2020, Jean-Baptiste Huynh se concentre sur son nouveau projet d’exposition et d’ouvrage, s’attachant à la question de l’esthétique et des rites ancestraux dans les tribus du Kenya et de l'Ethiopie et notamment l’ethnie Suri dans la vallée de l’Omo où l’artiste séjourne plusieurs mois.
Vivant en immersion avec le « peuple fleur », il effectue des centaines de nouvelles photographies, dont sa dernière série : FLOWER CHILDREN. Cette série sera présentée lors d’un solo show à Paris Photo en novembre 2022 avec la galerie Lelong.
Simultanément, l’artiste fait le pari audacieux d’investir les espaces abandonnés et fantomatiques d’un hôtel particulier du 18è siècle en plein cœur du 7è arrondissement de Paris, l’hôtel de Guise, pour présenter EDENS, rassemblant les images de ses dernières créations FLOWER CHILDREN.
Jean Baptiste Huynh imagine et conçoit toute la scénographie de cette présentation inédite sur trois étages, accompagnée par un court métrage, qui montre l’artiste au travail en Ethiopie et au Kenya.
Cette exposition immersive a rencontré un large public puisqu’elle a accueilli plus de trois mille visiteurs en un mois et a trouvé un écho international auprès des directeurs de musées et de galeries, collectionneurs, mécènes et amateurs d’art, qui sont venus à plusieurs reprises visiter EDENS.  Une conversation entre l’artiste et le philosophe Raphaël Enthoven a été organisée sur le thème de l’essentialité de la beauté.

## Expositions
- 2023
  - LUMIÈRE INTIME, Galerie Patrick Gutknecht, Genève, Suisse
  - LUEUR, Cathédrale Saint-Pierre de Genève, Genève, Suisse
- 2022
  - EDENS – Hôtel de Guise – Exposition – Récit – Film, Hôtel de Guise, Paris, France
  - Paris Photo, Grand Palais Éphémère, Paris, France
- 2020
  - Visages, parures et minéraux – exposition en ligne, Galerie Lelong, Paris, France
- 2019
  - Infinis d’Asie, Musée national des Arts asiatiques – Guimet, Paris, France
  - Paris photo 2019, Grand palais, Paris, France
  - PhotoBrussels Festival Still Life – Exposition Collective, Hangar - Bruxelles, Belgique
  - Voyages photographiques, Shangri-La Hotel Paris, France
  - Beauty, Multimedia Art Museum, Moscou, Russie
  - Art Brussels, Tour & Taxis, Bruxelles, Belgique
  - Woman, Portrait de la beauté, Galerie Lelong, Paris, France [3]
  - Jean-Baptiste Huynh, photographies, Galerie Patrick Gutknecht, Genève [4], Suisse
- 2017
  - Photographies de Jean-Baptiste Huynh, Galerie Patrick Gutknecht, Genève [5], Suisse
- 2015
  - Nus & Végétaux, Galerie Lelong, Paris, France[6]
- 2013
  - Musée Réattu, Arles, France
- 2012
  - Rémanence, Musée du Louvre, Paris, France[7]
- 2011
  - Couvent des Cordeliers, Châteauroux, France
- 2006
  - Musée des Beaux-arts, Bordeaux, France
  - École Nationale Supérieure des Beaux-Arts, Paris, France
  - Ambassade de France, Buenos Aires, Argentine
- 2004
  - Maison de la Photographie de Moscou, Russie
- 2001
  - 28 février - 8 avril : Yeux. Jean-Baptiste Huyn, Maison européenne de la photographie, Paris.